# Hamburger Ehrenmal

Trauernde Mutter mit Kind

Das Hamburger Ehrenmal, offiziell: Denkmal für die Gefallenen beider Weltkriege, ist eine 21 Meter hohe Stele aus Muschelkalk mit der Inschrift „Vierzigtausend Söhne der Stadt liessen ihr Leben für Euch — 1914–1918“ und dem gegenüberliegenden Relief Trauernde Mutter mit Kind. 

## Beschreibung
Ernst Barlach wählte das Motiv der Mutter, in seiner monumentalen 7,5 Meter hohen Form gleichbedeutend mit Volk. In seinem vertieften Relief einer Schwangeren mit einem Kind erzeugt Barlach mit einer zarten Gebärde den Eindruck des Trostes in schwerer Bedrängnis. Die schmerzgezeichnete Mutter blickt in die als Ferne dargestellte Zukunft. Nach Angaben Barlachs hat er in dem Relief „Mutiges Zusammenraffen aus tiefem Leid“ dargestellt.

## Geschichte

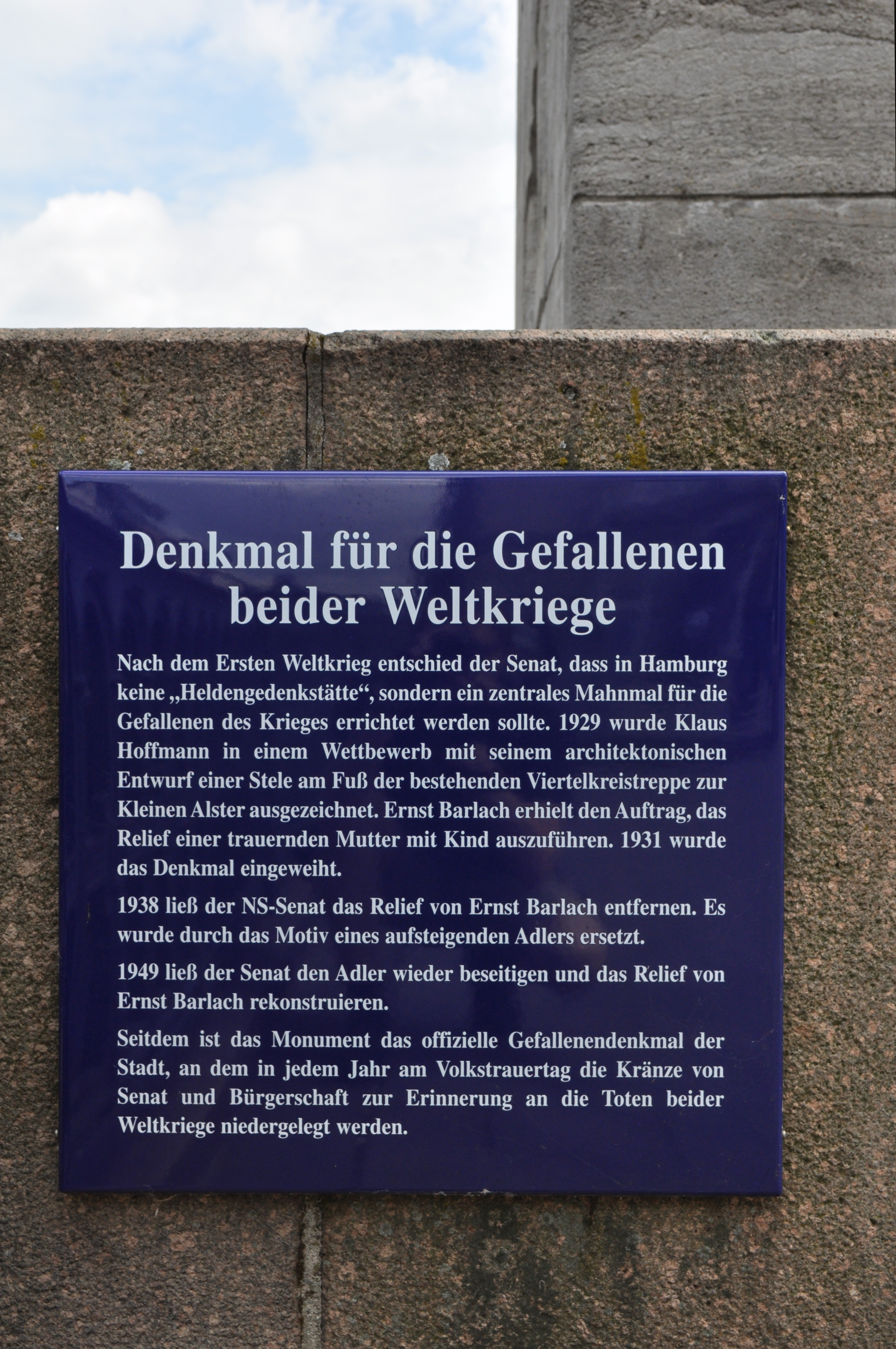

Das Denkmal ging aus einem Wettbewerb für ein „schlichtes Mal“ hervor, in dem der Architekt Klaus Hoffmann des 1930 bis 1932 geschaffenen Mahnmals für den Entwurf der Stele nebst Inschrift mit dem ersten Preis ausgezeichnet wurde. Das Relief wurde 1931 im Auftrag des Hamburger Senats für ein Bildwerk auf der der Inschrift gegenüberliegenden Seite der Stele von Ernst Barlach zur Erinnerung an die Gefallenen des Ersten Weltkriegs geschaffen. Gefertigt wurde es durch den Steinmetz Friedrich Bursch. Das Ehrenmal befindet sich an der Kleinen Alster am östlichen Ende des Rathausmarktes.
Das betont schlicht gehaltene Denkmal war bereits vor seiner vor seiner Einweihung am 2. August 1931 bei den Kriegerverbänden, in deutschnationalen Kreisen und bei den Nationalsozialisten sehr umstritten. Der Schwerpunkt des Denkmals auf das Leid der Hinterbliebenen widersprach der Vorstellung der militärischen Gesellschaft der nationalsozialistischen Machthaber als unheroisch und „undeutsch“ und wurde in der damaligen Öffentlichkeit als politische Kampfansage des sozialliberalen Senats aus SPD, DDP und DVP gegen die Rechtsparteien gewertet, zumal gleichzeitig das Reiterstandbild Kaiser Wilhelms I. vom Rathausmarkt entfernt worden war. Die einen Opfertod suggerierenden Worte „für Euch“ in der Inschrift waren indes bereits ein Zugeständnis an rechte Strömungen gewesen, das die SPD zunächst verhindern wollte.
Das Relief wurde 1938 von den Nationalsozialisten als entartete Kunst entfernt und durch das Motiv eines aufsteigenden Adlers von Hans Martin Ruwoldt ersetzt. Außerdem errichteten sie ein Kriegerdenkmal am Dammtor.
Nach dem Zweiten Weltkrieg wurde das Bildnis durch Friedrich Bursch rekonstruiert und das Ehrenmal zur Erinnerung an beide Weltkriege umgewidmet. Seitdem ist das Monument das offizielle Gefallenendenkmal der Stadt, an dem in jedem Jahr am Volkstrauertag die Kränze von Senat und Bürgerschaft niedergelegt werden.

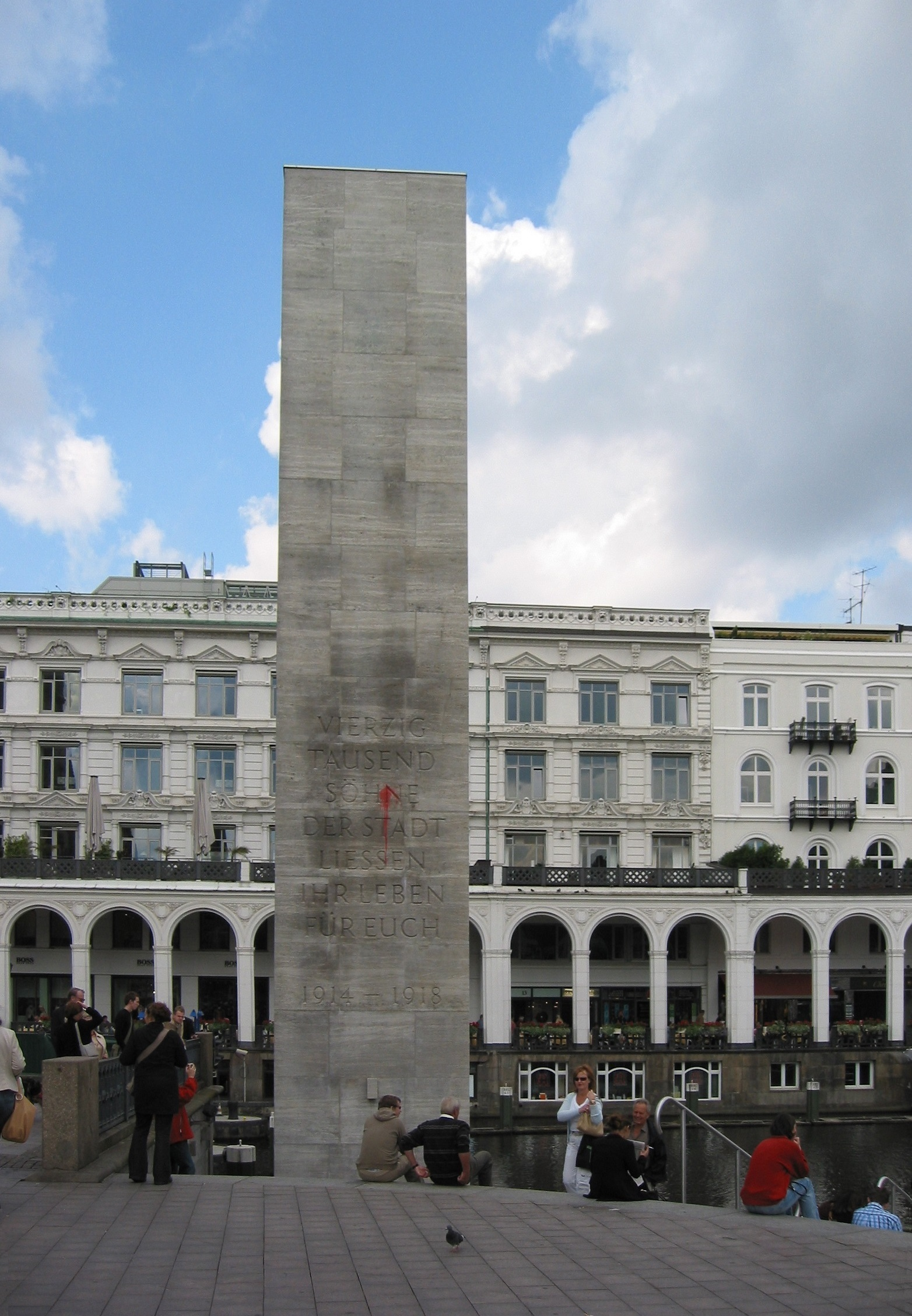
Die Kleine Alster mit der Barlach-Stele …
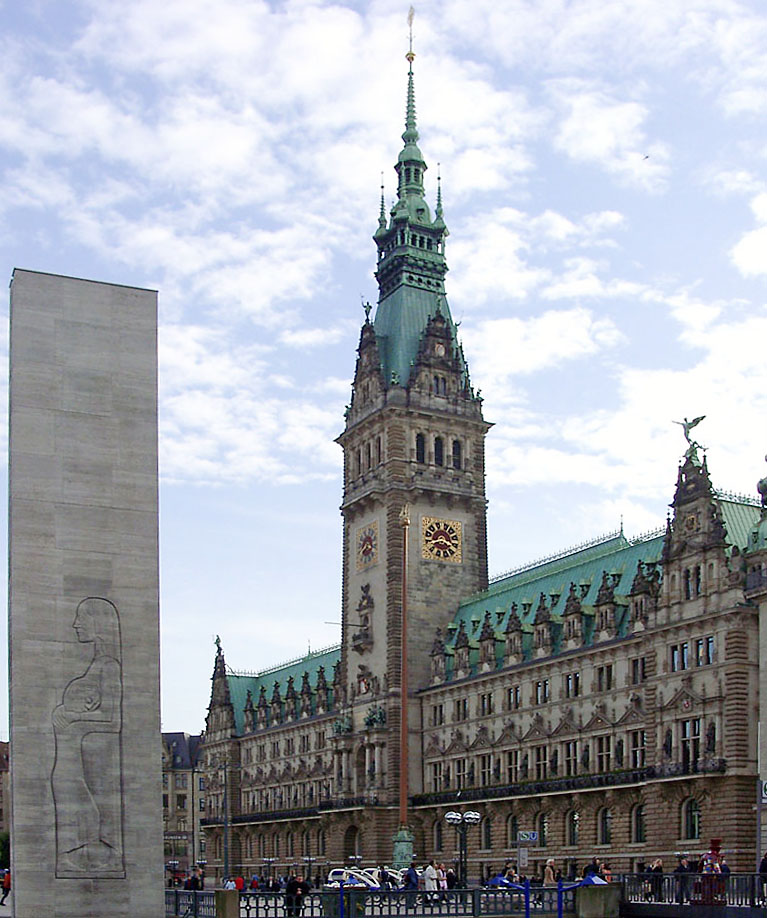
… begrenzt die Westseite des Rathausmarktes
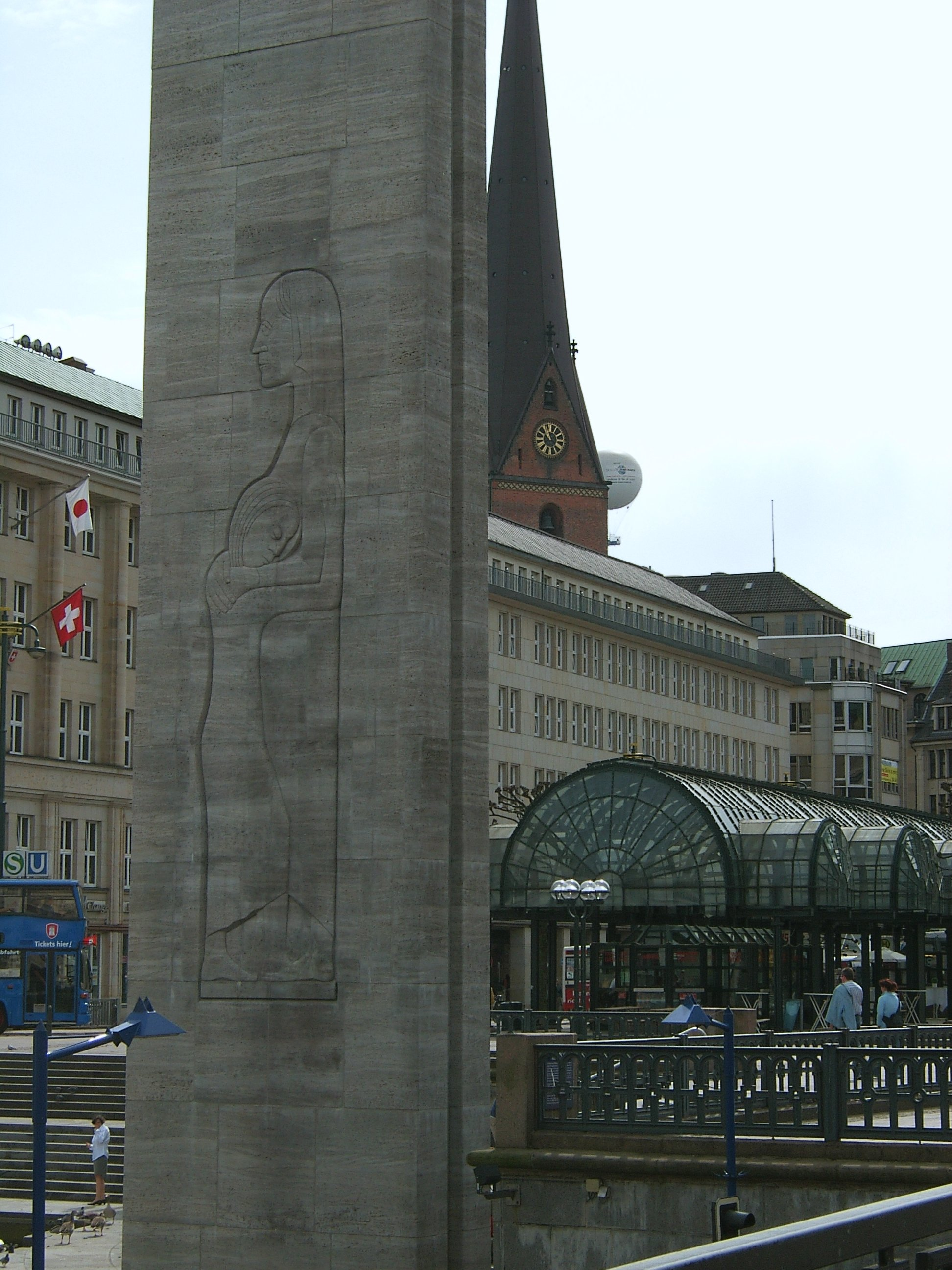
Im Hintergrund: St. Petri